# Русудан Годінашвілі
Русудан Годінашвілі (6 квітня 2001) — грузинська спортсменка. Учасниця Чемпіонату світу з водних видів спорту 2017, де в попередніх запливах на дистанції 50 метрів на спині посіла 55-те місце і не потрапила до півфіналу.